# 賀州市
賀州市（がしゅうし）は中華人民共和国広西チワン族自治区に位置する地級市。

## 地理
広西チワン族自治区の北東部に位置し、桂林市、梧州市、湖南省永州市、広東省肇慶市、広東省清遠市に接する。西江の支流である賀江が流れる。

## 歴史
三国時代、呉の黄武5年（226年）に孫権が臨賀郡を置く。隋代に賀州を置く。
2002年6月に賀州市の設立。

## 行政区画
2市轄区・2県・1自治県を管轄下に置く。
- 市轄区：
  - 八歩区・平桂区
- 県：
  - 昭平県・鍾山県
- 自治県：
  - 富川ヤオ族自治県

| 賀州市の地図                                    |
| ----------------------------------------------- |
| 八歩区 平桂区 昭平県 鍾山県 富川ヤオ族 · 自治県 |

### 年表
この節の出典

#### 賀州地区
- 1997年2月27日 - 広西チワン族自治区梧州地区が賀州地区に改称。(1市2県1自治県)
  - 賀県が市制施行し、賀州市となる。
  - 岑渓市・藤県・蒙山県が梧州市に編入。
- 2002年6月18日 - 賀州地区が地級市の賀州市に昇格。

#### 賀州市
- 2002年6月18日 - 賀州地区が地級市の賀州市に昇格。(1区2県1自治県)
  - 賀州市および鍾山県の一部が合併し、八歩区が発足。
- 2007年4月9日 - 鍾山県の一部が八歩区に編入。(1区2県1自治県)
- 2016年6月8日 - 八歩区の一部が分立し、平桂区が発足。(2区2県1自治県)

## 交通
鉄道
- 洛湛線（河南省洛陽市 - 広東省湛江市）

道路
- 桂梧高速道路
- 広賀高速道路

## 健康・医療・衛生
- 賀州市人民医院